# Armyan Bernstein

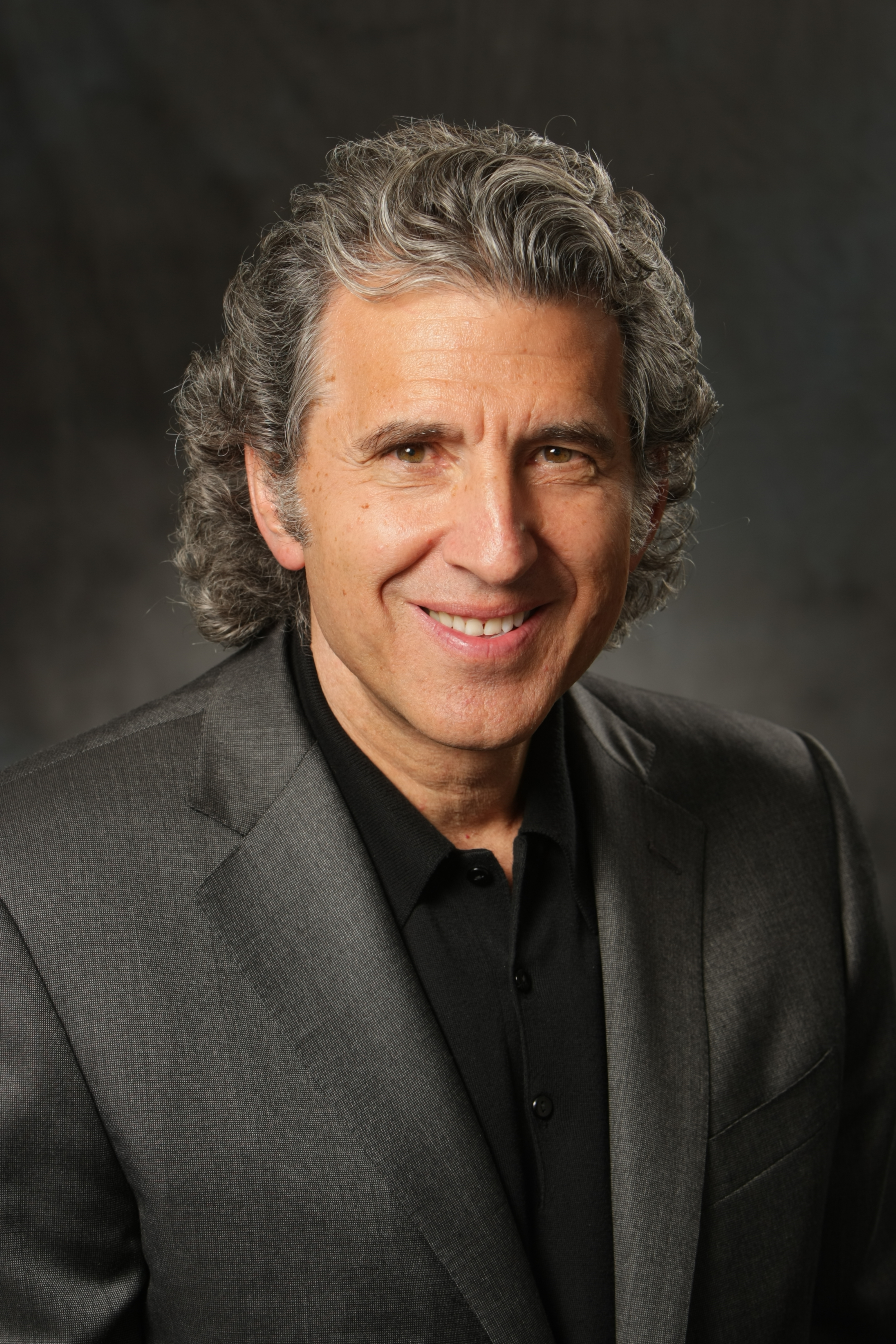
Armyan Bernstein

Barry „Armyan“ Bernstein (geb. 12. August 1947) ist ein US-amerikanischer  Filmregisseur, Filmproduzent und Drehbuchautor. Der Name seiner Produktionsfirma lautet Beacon Pictures, welche er 1990 mitbegründete.

## Filmografie

### Als Produzent
- 1988: Satisfaction
- 1991: Die Commitments (The Commitments)
- 1994: Willkommen in Wellville (The Road to Wellville)
- 1997: Air Force One
- 1997: Playing God
- 1997: Tausend Morgen (A Thousand Acres)
- 1998: Dich kriegen wir auch noch! (Disturbing Behavior)
- 1999: End of Days – Nacht ohne Morgen (End of Days)
- 1999: Hurricane (The Hurricane)
- 2000: Thirteen Days
- 2000: Family Man (The Family Man)
- 2000: Girls United (Bring It On) (als Executive Producer)
- 2001: Spy Game – Der finale Countdown (Spy Game) (als Executive Producer)
- 2002: Bis in alle Ewigkeit (Tuck Everlasting)
- 2003: Open Range – Weites Land (Open Range) (als Executive Producer)
- 2004: Dawn of the Dead (als Executive Producer)
- 2005: Firewall
- 2005: So was wie Liebe (A Lot Like Love)
- 2006: Jede Sekunde zählt – The Guardian (The Guardian) (als Executive Producer)
- 2006: Children of Men (als Executive Producer)
- 2011: Mardi Gras: Die größte Party ihres Lebens (Mardi Gras: Spring Break)

### Als Drehbuchautor
- 1978: Gottseidank, es ist Freitag (Thank God, It‘s Friday)
- 1982: Einer mit Herz (One from the Heart)
- 1999: Hurricane

### Als Regisseur
- 1984: Windige Stadt (Windy City)
- 1987: Was nun? (Cross My Heart)